# Getijdeslakje
Het getijdeslakje (Mercuria tachoensis) is een slakkensoort uit de familie van de Hydrobiidae. De wetenschappelijke naam van de soort is voor het eerst geldig gepubliceerd in 1865 door Frauenfeld.

## Beschrijving
Het getijdeslakje is een zeer kleine waterslak met een huisje van circa 5 × 3 mm. Het torenvormige slakkenhuisje heeft vier windingen en een ovaalronde mondopening die kan worden afgesloten door een operculum (klepje). De kleur van het huisje is glasachtig tot goudgeel. 

## Leefgebied en verspreiding
Het getijdeslakje leeft in het zoetwatergetijdengebied van riviermondingen. Ze is goed aangepast aan het droogvallen van haar leefgebied tijdens eb. Ze trekt zich dan terug in haar schelp en sluit de ingang af met een operculum (klepje) om uitdroging te voorkomen en genoeg zuurstof op te slaan om te kunnen blijven ademen via haar kieuwen. Bij vloed is ze actief en graast dan de bodem af. Getijdeslakjes voeden zich met algen en ander organisch materiaal uit het slib. Omdat ze erg licht zijn, kunnen ze niet goed tegen snelle waterverplaatsingen.
In Nederland komt de soort onder andere voor in de Biesbosch en in het Stormpoldervloedbos bij Krimpen aan den IJssel. Fossiele schelpen van het getijdeslakje zijn onder andere gevonden in de Stevenshofjespolder in Leiden, waaruit blijkt dat daar tijdens het Subboreaal een zoetwatergetijdengebied aanwezig was.

## Taxonomie
In Nederland komt maar één Mercuria-soort voor. Gedurende lange tijd droeg het getijdeslakje, dat in Nederland voorkwam, de wetenschappelijke naam Mercuria (of Pseudamnicola) confusa. In 2017 vondt een wisseling van de wetenschappelijke naam plaats, van Mercuria confusa naar Mercuria anatina, en sinds 2022 naar Mercuria tachoensis. Mercuria tachoensis komt ook voor in Portugal en de naam verwijst naar de rivier de Taag.